# Герман V (патриарх Константинопольский)
Патриа́рх Ге́рман V (греч. Πατριάρχης Γερμανός Ε΄, в миру Гео́ргиос Кавако́пулос, греч. Γεώργιος Καβακόπουλος; 6 декабря 1835, Стамбул, Османская империя — 19 декабря 1920, Кадыкёй, Османская империя) — епископ Константинопольской православной церкви, Архиепископ Константинополя — Нового Рима и Вселенский Патриарх (1913—1918).

## Биография
Родился в 1835 году в константинопольском квартале Балат (западная часть Фанара) в семье старшего портного военного министерства Османской империи. Обучался народной школе Фанара, в Иерусалиме, Афинах, Халкинской богословской школе, которое окончил в 1863 году. В том же году принял монашеский постриг и был рукоположён в диакона, в 1864 году стал архидиаконом Патриарха Софрония III.
В 1866 году, при Патриархе Григории VI, был избран на кафедру Косскую митрополию и в марте 1867 года хиротонисан во пресвитера, затем во епископа.
В феврале 1876 года был перемещён на Родосскую митрополию.
C 8 февраля 1888 года — митрополит Ираклийский.
По личному избранию Патриарха Иоакима II, с марта 1874 года до февраля 1876 года состоял членом Синода и председательствовал в центральном попечительстве над органами образования в ведении Патриархии.
Рассматривался в качестве кандидата на патриарших выборах после отставки Иоакима IV (ноябрь 1886 года) и на всех последующих выборах — до своего избрания 28 января 1913 года, но его имя неизменно вычёркивалось из списка кандидатур Портой. Был центральной фигурой в управлении Патриархией в патриаршества Дионисия V и Неофита VIII (последний был избран как фигура, при которой реальное управление могло бы быть в руках Германа). В патриаршество Дионисия сыграл ключевую роль в борьбе с Портой за права и прономии Патриархии: под его руководством составлялась вся переписка Патриархии с Портой по поводу защиты прав Церкви; он же вёл переговоры с османскими чиновниками. Кульминацией противостояния стал объявленный 3 октября 1890 года интердикт — прекращение богослужений в знак протеста против политики властей. К концу декабря того же года конфликт закончился уступкой со стороны Порты.
10 мая 1897 года был переведён на Халкидонскую митрополию Патриархом Константином V, который не привлекал его к тесному сотрудничеству.
В избирательной кампании, начавшейся в ноябре 1912 года, по смерти Иоакима III, по отношению к которому находился в оппозиции, сначала отказался выставить свою кандидатуру по преклонности лет, но затем согласился. Среди других кандидатов были: митрополит Кассандрийский Ириней (Пандолеондос) и митрополит Эфесский Иоаким (Эфтивулис). Митрополит Герман был избран 28 января (10 февраля) 1913 года и взошёл на патриарший престол 5 (18) февраля 1913 года.
По мнению греческих историков, в течение своего патриаршего служения Герман V постоянно дистанцировался от духа и буквы принятых в 1860 году четырёх общих уставов Патриархата. Он был сторонником прежней системы управления Константинопольского Патриархата, известной как «геронтизм». Согласно этой системе у постоянных членов Синода — нескольких старейших митрополитов-геронтов хранилась печать Патриархата, и для принятия каждого документа требовалось их согласие, подписи и оттиск печати. Патриарх Герман также подбирал членов Священного Синода по своему усмотрению, а не на основе списка епископов, подаваемого согласно уставам.
На основании суждения Синода о имяславии, который расценил последнее как хульное и еретическое, отправил на Афон (где данное учение получило распространение среди насельников из России) грамоту от 5 апреля 1913 года, которая объявляла учение имяславия пантеизмом.
В годы I Мировой войны занял явно выраженную протурецкую позицию. В этой связи в российской прессе приводился следующий факт: «Греческий патриарх в Константинополе обратился с посланием ко всем греческим митрополитам Турции, в котором предписывает в каждое воскресенье за обедней молиться за здравие султана и о победе Турции над Россией. Патриарх пожертвовал тысячу пар сапог для турецких солдат».
Тем не менее, это не спасло греческое население западной части Малой Азии от насильственного перемещения. В 1915 году около 774 тысяч греков отправили во внутренние области Османской империи (прежде всего Анатолию) для бесплатной работы в составе «трудовых отрядов». К концу 1918 года 250 тысяч из них погибли из-за тяжелых условий жизни и труда. В этой связи Патриарх неоднократно посылал свои обращения в Высокую Порту, но безрезультатно. Тем не менее был создан Центральный патриарший комитет помощи перемещённому греческому населению, который в октябре 1918 года возглавил оппозиционный Герману V митрополит Эносский Иоаким (Георгиадис), возглавлявший партию противников Патриарха Германа среди епископата.
5 октября 1918 года во время Великого входа в патриаршем храме раздались крики: «Долой!» Почувствовав себя плохо, Патриарх Герман обратился к народу с просьбой успокоиться и затем обещал через митрополита Прусского Дорофея (Маммелиса) уйти в отставку.
12 октября 1918 года под давлением недовольной части народа отрёкся от престола, после чего Удалился в Халкидон, где впоследствии и скончался в декабре 1920 года. Погребён у северо-западной стороны собора Святой Троицы Халкидоне (Hacı Şükrü Sok. No l7, Kadıköy), построенного в его бытность на Халкидонской кафедре.